# L-函数
数学において、L-函数(L-function)とは複素平面上の有理型函数であり、いくつかの数学的対象のカテゴリから出てくる有理型函数に付帯している。L-級数(L-series)とは、解析接続を通してL-函数を導きうるディリクレ級数であり、大抵は半平面上で収束する。リーマンゼータ函数はL-函数の一例であり、L-函数を含む重要な結果として、リーマン予想やその一般化がある。
L-函数の理論は非常に重要になってきているが、未だ予想の段階のものも多く、現代の解析的整数論の分野である。この理論においては、リーマンゼータ函数やディリクレ指標における L-級数の広い一般化が構成されており、それらの一般的性質は系統的に記述されるものの、大半の場合、証明方法が見いだされていない。オイラー積を介して、L-函数と素数理論との間には深い関係がある。

## 構成
最初に、無限級数表現である L-級数（例えばリーマンゼータ函数のディリクレ級数）と、L-級数の解析接続で定義される複素平面上の函数 L-函数とを区別して考える。一般の構成は L-級数から始め、最初にディリクレ級数を定義し、続いてそれを素数をインデックスとするオイラー積として表現する。そして、オイラー積がある複素右半平面で収束することを証明するために、右半平面の境界値を推定する。すると、定義すべき函数が複素平面の残りの部分へ解析接続できるか否かということが問題となる（おそらく極を持つであろう）。
この解析接続は、複素平面上の（予想上は）有理型函数への接続であり、L-函数と呼ばれるものである。古典的な場合は、級数が収束しない点でのL-函数の値や振る舞いを含む、有益な知見が既に存在する。一般的な意味での L-函数は、ゼータ函数の多くの既知のタイプを含む。セルバーグクラスは、一連の公理系で L-函数の核となる性質を捉える一つの試みであり、個別の函数というよりも函数のクラスの性質の研究を行おうとしている。

## 予想される事実
既知の L-函数の例で一般化可能と期待される特徴付けを挙げる。
- 零点と極の位置
- L-函数の函数等式（Re(s) = 定数 という垂直な直線に関して）
- 代数的K-理論の値に関連する、整数での特殊値

例えば、応用すべき函数等式の正確なタイプについて、詳細な研究により多くの妥当な予想が立てられている。リーマンゼータ函数は、正の偶数での特殊値（と負の奇数での特殊値）を通してベルヌーイ数と結びついているので、この現象の一般化が探究されている。この場合の結果は、p-進L-函数として得られており、これはあるガロア加群を表現する。
零点の分布(zero distribution)は、一般化されたリーマン予想や素数の分布などの問題と関連しているので、非常に興味が持たれる。ランダム行列論や量子カオスとの関係も興味深い。分布のフラクタル構造は、範囲リスケール解析(rescaled range analysis)を用いて研究されている。 零点の分布の自己相似性は非常に注目すべきことであり、大きなフラクタル次元 1.9 により特徴付けられる。この大きなフラクタル次元は、リーマンゼータ函数の少なくとも15位の大きさをカバーする零点から発見され、また、位数や導手の異なる他のL-函数の零点からも発見された。

## バーチ・スウィンナートン＝ダイアー予想
さらに一般的な L-函数の歴史や未解決の問題への影響の大きな例は、ブライアン・バーチとピーター・スウィンナートン＝ダイアーにより1960年代前半に発見された予想である。この予想を楕円曲線 E へ適用すると、解こうとする問題は有理数（もしくは他の大域体）上の楕円曲線のランクについての予想、すなわち、有理点のなす群の生成子のランクを求める問題である。この分野の今までに多くの仕事が L-函数のより良い知見を統一することから始められた。このことは、初期のL-函数理論のパラダイム例にいくらか似ている。

## 一般論の起こり
ラングランズ・プログラムに数年先立つこの発見は、ラングランズプログラムを補うものと見なすことができる。ラングランズの仕事は、ヘッケのL-函数のように数十年も前に定義されたアルティンのL-函数や、一般的保型表現に大きく関連している。
ハッセ・ヴェイユのL-函数は、解析的観点から有効なL-函数をもたらす役目を果たしたということが段々と明らかになってきている。（これは）解析からの入力を必要とし、このことは保型的な解析を意味する。現在は、一般的な場合は、概念的なレベルで多くの異なる研究プログラムが統一されている。

## 参照項目
- 一般化されたリーマン予想
- ディリクレのL-函数
- 保型形式のL-函数
- ハッセ・ヴェイユのL-函数
- ヘッケのL-函数
- モジュラリティ定理
- アルティンのL-函数
- L-函数の特殊値
- 清水のL-函数（英語版）(Shimizu L-function)